# Джонс, Джереми
Джереми Брайан Джонс (англ. Jeremy Brian Jones; 12 апреля 1973, Майами, штат Оклахома) — американский осужденный убийца. Основной подозреваемый в совершении серии убийств, которая произошла в период с 1992 года по 2004 год на территории пяти штатов США. В 2005 году Джонс был приговорен к смертной казни за совершение убийства 45-летней Лизы Никколс, которая была убита 18 сентября 2004 года на территории города Мобил (штат Алабама). Сам Джереми Джонс после ареста признался в совершении убийств как минимум 21 человека.

## Биография
Джереми Брайан Джонс родился 12 апреля 1973 года в городе Оттава (штат Оклахома). Был старшим ребёнком в семье из двух детей. Имел младшего брата. В конце 1970-х родители Джереми развелись, после чего его мать вышла замуж за другого человека. Отчим и мать Джереми вели законопослушный образ жизни, не имели проблем с законом и вредных привычек, отрицательно влияющих на быт, здоровье детей и благосостояние семьи в целом. Отчим Джонса работал начальником столярной мастерской. Благодаря этому обстоятельству, семья не испытывала материальных трудностей и проживала в социально-благополучном районе города, заселенным в основном представителями среднего класса общества. Несмотря на это, детство и юность Джереми провел в социально-неблагополучной остановке. Он рано начал проявлять признаки антисоциальности и демонстрировать агрессивное поведение по отношению к окружающим, вследствие чего заработал в округе изгоя, так как любое его социальное  взаимодействие со знакомыми делалось с целью извлечения материальной или психологической выгоды. В школьные годы Джонс не испытывал интереса к учебному процессу. Из-за хронических прогулов и неуспеваемости он неоднократно подвергался дисциплинарным взысканиям.
В конце 1980-х он начал злоупотреблять алкогольными напитками и был замечен в употреблении легких наркотиков. В конце 1989 года он был исключен из школы «Miami High School», после чего некоторое время посещал школу «Quapaw High School», которая была расположена в соседнем городе Куапо. Однако большую часть учебного времени Джереми предпочитал проводить на улице, вследствие чего вынужден был окончательно бросить школу в 1991 году, незадолго до окончания 12-го класса. В этот период Джонс впал в состояние конфликта с членами своей семьи. В январе 1990 года Джереми впервые был подвергнут аресту по обвинению в нападении на мальчика. Мать Джереми пыталась защитить жертву нападения, но была избита сыном, вследствие чего Джонсу были предъявлены обвинения в совершении двух нападений, которые впоследствии были с него сняты в связи с примирением сторон. Обладая выраженной харизмой, Джереми Джонс без всяких усилий завоевывал расположение и симпатию многих девушек в городе, благодаря чему рано начал половую жизнь.
В начале 1992 года  Джереми с одной из своих знакомых девушек покинул Майами и переехал в город Бакстер-Спрингс (штат Канзас), где проживал его друг и одноклассник по имени Джастин Джадд, с которым он познакомился в период непродолжительного обучения в школе «Quapaw High School». Из-за отсутствия образования в этот период Джонс был вынужден заниматься низкоквалифицированным трудом, вследствие чего он и его девушка вскоре после переезда стали испытывать материальные трудности. Из-за частых ссор и конфликтов Джереми подвергал свою девушку нападениям и физическим нападкам, после чего Джастин Джадд, который жил по соседству с Джонсом каждый раз вызывал полицию, однако Джереми избегал уголовной ответственности по обвинению в нападении и в нарушении общественного порядка, так как его сожительница отказывалась подавать заявление. 9 мая 1992 года Джастин Джадд женился на своей девушке Дженнифер, с которой был знаком со школьных лет. Через девять дней после свадьбы, 11 мая того же года 20-летняя Дженнифер Джадд была убита с особой жестокостью. Преступник ворвался в дом Джастина Джадда в то время когда он был на работе и в ходе нападения  нанес Дженнифер Джадд множественные ранения ножом в область груди, от последствий которых она скончалась. Жертва была связана, но не была подвергнута сексуальному насилию. В ходе расследования в число подозреваемых попал Джереми Джонс на основании свидетельских показаний Джастина Джадда, который заявил, что Джонс симпатизировал Дженнифер, всячески оказывал ей знаки внимания и имел мотив явиться к нему в дом в период его отсутствия. В ходе разговора с сотрудниками правоохранительных органов Джонс настаивал на своей непричастности, после чего был отпущен на свободу, так как никаких очевидных улик, доказывающих его вину в совершении убийства на месте преступления обнаружено не было, хотя он и не был исключен из числа подозреваемых.
После убийства Дженнифер Джадд, Джонс расстался со своей девушкой, покинул Бакстер-Спрингс и начал вести бродяжнический образ жизни. В этот период он сменил несколько мест жительства, зарабатывая на жизнь поденщиком, периодически совершая мелкие кражи. Большую часть своего свободного времени Джонс проводил в обществе лиц, ведущих маргинальный образ жизни и имеющих низкий социальный статус. 5 ноября 1995 года Джереми Джонс был арестован по обвинению в совершении изнасилования, но он был освобожден из-под стражи во время расследования, заплатив в качестве залога деньги, после чего скрылся. В период с ноября 1995 года по январь 1996 года Джонс совершил ещё два преступления. 10 января 1996 года он был арестован на территории штата Оклахома по обвинению в совершении ещё одного изнасилования и по обвинению в незаконном хранении  метамфетамина. Во время расследования в полицию обратилась женщина, которая заявила что она является ещё одной жертвой нападения со стороны Джереми, который угрожал ей убийством с помощью пистолета. Джонс был осужден по обвинению в совершении хранения наркотических средств и получил в качестве уголовного наказания 2 года лишения свободы. Он отбывал уголовное наказание в тюрьме «Dick Conner Correctional Center», расположенной на территории города Хомини.
В начале 1997 года он получил условно-досрочное освобождение и вышел на свободу, но вскоре был взят под стражу из-за обвинений в совершении изнасилований, совершенных в 1995 и 1996 годах. Во время судебного процесса, Джонс по совету своих адвокатов  с целью получения снисхождения от суда заключил соглашение о признании вины с представителями прокуратуры. Он признал себя виновным по трем пунктам обвинения в нападении, сопряженном с сексуальными домогательствами, однако его жертвы отказались во время судебного процесса явиться в суд и дать против него показания, вследствие чего их свидетельства суд счел не совсем достоверными.  3 марта 1997 года Джереми Джонс  был условно осужден с установлением испытательного срока в виде 5 лет, после чего из здания суда был отпущен на свободу. На основании результатов судебно-психиатрической экспертизы, у Джонса были выявлены отклонения в психике, но он был признан вменяемым, на основании чего суд обязал его как лицо с нарушением психической деятельности в принудительном порядке стать на психиатрический учёт, регулярно посещать психотерапевта и сдать образцы ДНК. Однако Джонс отказался исполнять назначенные судом рекомендации, после чего совершил ещё несколько правонарушений.
В 2000 году он стал подозреваемым в совершении ещё двух изнасилований, после чего его условное осуждение было отменено и он был объявлен в розыск. Узнав об этом, в октябре того же года Джонс покинул Майами и переехал в город Джоплин (штат Миссури), где в одном из баров города познакомился с женщиной, чей сын Джон Пол Чепмен - отбывал уголовное наказание в одной из тюрем, расположенных на территории штата Миссурри. Обладая выраженной харизмой, Джереми Джонс без всяких усилий завоевал её расположение и симпатию, после чего стал её сожителем. В этот период он убедил её продать ему за 50 долларов документы её сына и его карточку социального страхования, после чего переклеил фотографии в документах и таким образом стал владельцем поддельных удостоверений личности на имя Джона Пола Чепмена. В декабре 2000 года, Джереми Джонс сел на автобус и покинул территорию штата Миссури. Он переехал в город Таскалуса (штат Алабама), где представляясь всем как Джон Пол Чепмен начал новую жизнь.  Однако так как Джонс был вынужден заниматься низкоквалифицированным трудом, он постоянно испытывал материальные трудности, вследствие чего в 2002 году  покинул территорию штата и переехали на территорию штата Джорджия. 1 мая 2003 года на территории города Дуглассвилл (штат Джорджия) Джонс в баре под названием «Gipson’s Restaurant and Lounge» познакомился с женщиной по имени Викки Фримен, которая была старше его на 13 лет. Фримен вскоре стала его сожительницей. В течение двух последующих лет Джонс и Фримен сменили несколько мест жительства, а Джереми сменил несколько мест работ.
В октябре 2003 года он был арестован по обвинению в нарушении общественного порядка и был доставлен в полицейский участок. Его отпечатки пальцев были проверены  с помощью «Интегрированной автоматизированной системы идентификации отпечатков пальцев», или «IAFIS», где содержалась обширная дактилоскопическая база данных на лиц, которые когда-либо подвергались арестам на территории США, но из-за сбоя в системе, Джереми Джонс не был идентифицирован и настоящая личность не была установлена сотрудниками правоохранительных органов. Его отпечатки пальцев снова были занесены в базу данных, однако он проходил в ней как Джон Пол Чепмен. После выплаты административного штрафа Джонс  оказался на свободе, после чего в поисках работы покинул территорию штата Джрджия и несколько недель провел в городе Новый Орлеан, но уже в конце января 2004 года он вернулся в Джорджию, где вскоре был арестован на территории Атланты по обвинению в незаконном проникновении на территорию частной собственности. Он признал себя виновным, после чего был приговорен к уголовному наказанию в виде 3 месяцев лишения свободы, которое он отбывал в окружной тюрьме. После освобождения в марте 2004 года,   Джонс и его сожительница Викки Фримен несколько месяцев вели бродяжнический образ жизни, во время которого Джонс зарабатывал на жизнь поденщиком. В июне того же года он был арестован по обвинению в хранении наркотических средств, таких как метамфетамин и марихуана. На судебном процессе он снова признал себя виновным, вследствие чего суд проявил к нему снисхождение и снова назначил ему уголовное наказание в виде 3 месяцев лишения свободы, которое он снова отбывал в окружной тюрьме. Выйдя на свободу в начале сентября 2004 года Джереми Джонс в очередной раз покинул территорию штата Джорджия и в очередной раз вернулся на территорию штата Алабама, где требовались специалисты и рабочие в сфере строительства для ремонта зданий в городах штата, пострадавших от разрушительного воздействия урагана Иван.

## Убийство Лизы Николс
15 сентября 2004 года Джереми Джонс появился в городе Тернервилл (штат Алабама), где явился на порог дома Марка и Ким Бентли, супружеской пары, которая ранее нанимали Джонса для проведения строительно-ремонтных работ дома в конце 2000 года и в начале 2001 года. Бентли знали Джонса как Джона Пола Чепмена. Продолжая выдавать себя за Чепмена, Джонс сообщил Марку Бентли, что он прибыл в город в поисках работы и жилья, после чего Бентли предложил ему некоторое время пожить в их трейлере, расположенном рядом с их домом, с его двоюродным братом Скутером Коулменом, после чего он, его жена и их дети покинули Тернервилл от приближающегося урагана и отправились к родственниками в город Чикасо (штат Алабама). На следующий день рано утром Джонс связался с Ким Бентли по телефону и заявил о том, что ему нужны радио и батареи. Женщина сообщила Джонсу, что предметы можно найти в шкафу её спальни, однако она потребовала чтобы поисками указанных вещей в её спальне он занялся совместно со Скутером Коулменом,  так как Джонс не вызывал доверия у супружеской пары. Во время осмотра спальни дома, согласно свидетельствам Коулмена, Джонс обыскал шкаф и нашёл пистолет  25-го калибра, который был спрятан под одеждой и другими предметами на одной из полок шкафа, после чего присвоил его себе в целях защиты от мародёров, которые совершали кражи в пустующих домах во время урагана.
Поздно вечером того же дня Марк и Ким Бентли вернулись домой. В течение следующего дня, Марк Бентли, Скутер Коулман и Джереми Джонс устраняли ущерб, причиненный ураганом во дворе дома. В середине дня соседка семьи Бентли, 43-летняя Лиза Мари Николс, также вернулась домой после того, как переждала последствия урагана в другом месте. В ходе разговора с Бентли,  Джонс получил информацию о том, что Лиза Николс была не замужем и проживала в доме одна. Вечером того же дня Джонс явился в дом ещё одного соседа семьи Бентли — Криса Хилла, после чего они в течение нескольких часов употребляли большое количество алкогольных напитков и наркотических веществ. В течение следующего дня 17 сентября 2004 года — Марк Бентли, Скутер Коулман и Джонс продолжали уборку двора дома. Вечером того же дня Ким Бентли дала своему мужу и Джереми Джонсу упаковку с несколькими банками пива марки «Bud Light», после чего вместе со своими детьми покинула дом. В это же время Скутер Коулмен также ушёл из дома и отправился к своему другу по имени Джоэл Тафф Эдж. Около 18.00 вечера Марк Бентли и Джереми Джонс закончили работу во дворе дома, после чего Марк Бентли отправился в ресторан быстрого питания за покупками. Ближайшим открытым рестораном быстрого питания во время урагана оказался ресторан быстрого питания «Hardee's», который был в соседнем городе Ситронелл, расположенном примерно в 30 минутах езды от дома Бентли. Поскольку ресторан «Hardee's» был единственным открытым заведением, Марк Бентли потратил на поездку и стоянии в очереди около двух часов.
После ухода всех жильцов в доме, Джереми Джонс взял пистолет 25-го калибра и упаковку пива «Bud Light», после чего отправился к дому Лизы Николс. Он проник в дом женщины. Угрожая ей оружием он изнасиловал её и убил тремя выстрелами из пистолета в голову. С целью уничтожения улик, Джонс вернулся в дом Марка и Ким Бентли, где нашёл несколько канистр с бензином. Взяв одну из них, Джонс вернулся в дом Лизы Бентли, где поместил её труп в ванну, после чего облил его горючей жидкостью и поджёг его. Вернувшись в дом семьи Бентли, Джереми сменил одежду, принял душ и дождался появления жильцов дома. Поздно вечером того же дня Марк Бентли через открытое окно своей спальни услышал шум и почувствовал запах бензина. Во время осмотра территории двора дома, он обнаружил Джонса с четырьмя канистрами бензина, который попросил у него разрешения воспользоваться его автомобилем с целью ночной поездки по городу и заявил ему о том, что канистры с бензином ему нужны с целью заправки транспортного средства. Однако Бентли, сославшись на поломку автомобиля, не дал ему разрешения, после чего он и Джонс легли спать. Вечером 18 сентября 2004 года к дому Лизы Николс прибыли её дочери Дженнифер Мерфи и Эмбер Николс, а также зять Тодд Маккерчи. Родственники убитой женщины заявили Ким бентли о том, что Лиза не явилась на работу и в течение дня не ответила ни на один из телефонных звонков. Из-за последствий урагана в доме отсутствовало электричество, вследствие чего Тодд Маккерчи занялся осмотром дома в поисках Лизы с помощью фонарика. После обнаружения обугленных останков Николс, Тодд Маккерчи и дочери убитой женщины пошли к дому Марка Бентли с просьбой позвонить в полицию, после чего Марк Бентли и Скотт Коулмен совместно с Тоддом Маккерчи продолжили осмотр дома жертвы, в то время как Джереми Джонс начал проявлять девиантное поведение. Он не проявил никаких эмоций после того как узнал об обнаружении тела женщины и отказался от сотрудничества с сотрудниками департамента шерифа округа Мобил, которые после прибытия на место преступления опросили супругов Бентли, Скотта Коулмена, членов семьи Николс и других лиц, принимавших участие в осмотре дома убитой женщины.
Утром 19 сентября Джонс покинул дом Марка Бентли, после чего сбежал из города. Во время расследования из стены в доме Лизы Николс были извлечены три пули 25-го калибра, а Марк Бентли признался в том, что у них в доме находится пистолет и предоставил его полиции. По запаху пороха, остаткам нагара и частичек оболочки пули, следователи определили, что из пистолета недавно стреляли. Он был отправлен на криминалистическо-дактилоскопическую экспертизу, а Марк Бентли и его жена попали в число подозреваемых в совершении убийства Лизы Николс. Скутер Коулмен во время опроса в свою очередь заявил, что пистолет мог быть похищен Джереми Джонсом, который находился вместе с ним в спальне Ким Бентли во время поисков радио и батареек 15 сентября. Во время осмотра комнат в доме Николс была обнаружена пустая пивная банка марки «Bud Light» с отпечатками пальцев, которые, по версии следствия, оставил убийца. После того, как Ким Бентли заявила полиции о том, что в день предполагаемого убийства женщины упаковка с банками пива этой же марки находилась у Джереми Джонса и её мужа, Джонс также попал в число подозреваемых и был объявлен в розыск. Он был найден и арестован рано утром 21 сентября 2004 года на территории округа Мобил. Во время его поисков департамент шерифа округа Мобил направил описание преступления и информацию о Джонсе, который по прежнему в базе данных полиции значился как Джон Пол Чепмен — в департаменты полиции городов соседних штатов, после чего из генеральной прокуратуры штата Миссури пришло уведомление о том, что Джон Пол Чепмен с такой же датой рождения и таким же номером социального страхования отбывает уголовное наказание в одной из тюрем штата Миссури.
В ходе расследования этого инцидента сотрудники правоохранительных органов допросили настоящего Джона Пола Чепмена в тюрьме, а после этого его мать, которая в ходе допроса рассказала полиции о знакомстве с Джереми Джонсом и о продаже ему документов своего сына. После получения информации, департамент шерифа округа Мобил получил от департамента полиции города Майами образцы отпечатков пальцев Джереми Джонса, взятые у него ещё в 1990 году после первого его ареста. На основании результатов сличения идентификационных признаков, настоящая личность Джереми Джонса в конечном итоге была установлена. Во время допросов, Джонс первоначально настаивал на своей невиновности, однако после того как результаты криминалистических экспертиз подтвердили то факт, что Лиза Николс была убита из пистолета, принадлежащего Ким Бентли, а отпечатки пальцев на пивной банке, обнаруженной на месте преступления — принадлежали ему, Джереми изменил свои первоначальные показания и признался в совершении убийства Лизы Николс. Джонс заявил, что совершил преступление, находясь в состоянии наркотического опьянения под действием метамфетаминов, но впоследствии неоднократно менял показания.

## Последующие признания
В своих первых заявлениях Джонс утверждал, что в день убийства он находился в доме Лизы Николс, где они совместно употребляли метамфетамины, после чего занялись сексом по обоюдному желанию. Согласно версии Джонса, в какой-то момент Николс пожаловалась на боли в груди, после чего у неё  начались судороги и она скончалась в ванной своего дома. Джонс настаивал на том, что находился в состоянии стресса после смерти женщины, вследствие чего три раза выстрелил ей в голову и поджег тело. 4 ноября 2004 года Джонс поведал другую версию событий. Он утверждал, что после того, как ему удалось совершить проникновение в дом жертвы, он совершил на неё нападение, в ходе которого под угрозой убийства принудил её к  половому акту с ним, который не смог совершить из-за эректильной дисфункции, после чего накинул полотенце на голову жертвы и  застрелил её. В начале января 2005 года, Джонс вновь изменил свои показания. Согласно третьей версии, Джонс не собирался убивать женщину, но случайно застрелил Лизу Николс после того как совершил изнасилование. Он утверждал, что Николс пыталась сбежать из дома и вступила с ним в драку, вследствие чего он пытался подавить её сопротивление угрозой убийством, но случайно выстрелил ей в голову, после чего пребывая в состоянии стресса, решил избавиться от улик, изобличающих его в совершении преступления путем поджега трупа. В этот период Джонс, находясь в окружной тюрьме совершил несколько телефонных звонков, которые были адресованы его матери, ряду друзей, знакомым и его сожительнице Викки Фримен. После установления местонахождения всех этих лиц, они были допрошены следователями с целью получить характеристику на Джонса. Во время разговора с представителями полиции, Викки Фримен неожиданно заявила о том, что подозревает Джереми в совершении убийства 16-летней Аманды Гринвелл, которая жила с ними по соседству в период их проживания в городе Эрбор Вилледж (штат Джорджия).
Аманда Гринвелл пропала без вести 12 марта 2004 года. Её труп был найден 21 марта на территории города Дугласвилл (штат Джорджия). Девушка погибла от удушения и получила несколько колото-резаных ран с помощью ножа. Отец Аманды - Рик Гринвелл не смог вспомнить Джонса, но вспомнил Викки Фримен, заявив что  несколько раз имел возможность общаться с девушкой. Джонс не признал свою причастность к убийству Гринвелл, но неожиданно признал вину в совершении как минимум 21 убийства, которые произошли на территории пяти штатов США в течение 12 лет. В восьми эпизодах он не смог вспомнить имена своих жертв и указать точное расположение мест сброса тел, заявив что пятью его жертвами стали девушки и женщины, занимавшиеся проституцией в городе Аталанта (штат Джорджия), а три - проститутками, работавшими в городе Мобил (штат Алабама), чьи трупы он сбросил в болотных окрестностях. Как минимум в 13 случаях он в своих показаниях поведал подробные детали совершения убийств, которые могли быть известны только следствию и преступником. Так Джереми Джонс признался в том, что именно он совершил убийство 20-летней Дженифер Джадд, жены своего школьного друга, в убийстве которой он подозревался ещё в 1992 году.
Согласно свидетельствам Джонса, 21 февраля 1996 года на территории округа Дэлавер (штат Оклахома) он совершил проникновение в трейлер 38-летнего Дэниела Оукли, где совершил нападение на него и на его сожительницу 41-летнюю Доррис Харрис. В ходе нападения Джонс ограбил их, после чего застрелил. С целью уничтожения следов преступления, Джонс поджег трейлер и никем незамеченный покинул место преступления. Во время расследования убийства Оукли и Доррис Харрис, на территории родного города Джереми Джонса - Майами был арестован местный житель Дэнни Рэй Ханникатт, который во время ареста находился за рулем автомобиля, принадлежащем Дэниелу Оукли. Во время осмотра автомобиля в его салоне были обнаружены отпечатки пальцев, которые принадлежали убитой паре, Дэнни Ханникатту и неустановленным личностям. Ханникатт настаивал на своей непричастности к совершению убийства и предоставил алиби на момент совершения убийства. Впоследствии из-за недостатка доказательств он был исключен из числа подозреваемых и осужден в 1997 году только лишь по обвинению в незаконном хранении наркотиков. После дачи признательных показаний Джонса, департамент полиции Майами возобновил расследование и пытаясь доказать его виновность в совершении убийства Дэниела Оукли и Доррис Харрис провел криминалистическо-дактилоскопическую экспертизу отпечатков пальцев, найденных в салоне автомобиля Оукли. Однако результаты экспертизы установили несоответствие отпечатков пальцев неизвестного и Джереми Джонса. Дэнни Ханникатт после того как Джонс стал подозреваемым в совершении этих убийств был найден, но он отказался от сотрудничества со следствием и вскоре умер.
В начале сентября 1999 года, согласно свидетельствам Джонса, он познакомился в городе Питчер (штат Оклахома) с 19-летним Джастином Хатчингсом, которому предложил купить у него наркотические средства. Джонс утверждал, что вечером 11 сентября того же года после совместного употребления алкогольных напитков в одном из баров города, он намеренно сделал Хатчингсу инъекцию чрезмерного количества метамфетамина, смешанного с неустановленным следствием химическим веществом, после чего Джастин Хатчингс потерял сознание и умер от последствий передозировки прямо на одной из улиц города.
.
29 декабря 1999 года Джереми Джонс по версии следствия совершил сразу четыре убийства на территории города Уэлш (штат Оклахома). Джонс признался, что в тот день проник на территорию домовладения 40-летнего Дэнни Фримена, который проживал вместе со своей женой Кэти и их дочерью 16-летней Эшли Фримен. В тот день в доме также находилась 16-летняя Лаурия Библ, подруга Эшли, которая получила разрешение переночевать в доме Фрименов по случаю празднования 16-летия Эшли. После проникновения в дом, согласно свидетельствам Джонса, он застрелил с близкого расстояния Дэнни Фримена и его жену выстрелами в голову. С целью уничтожения улик,  он поджег дом и угрожая оружием вынудил девушек сесть в свой автомобиль. Джонс утверждал, что вывез Эшли Фримен и Лаурия Библ в лесистую местность недалеко от границы со штатом Канзас, где угрожая оружием изнасиловал их, после чего застрелил и сбросил их трупы в одну из заброшенных шахт. Джонс заявил, что был знаком с Дэнни Фрименом и совершил массовое убийство в связи с тем, что Фримен своевременно не выплатил ему долг в ходе сделки о продаже метамфетамина. Он детально описал план дома Фрименов, в том числе точное расположение почтового ящика. В ходе допроса, Джереми указал на карте местоположение шахты, где находились останки Лаурии Библ и Эшли Фримен, но в ходе поисков, организованных правоохранительными органами, тела девушек так никогда и не были обнаружены, благодаря чему достоверность показаний Джонса была подвергнута сомнению. Следствие не исключало вероятность того, что множество деталей совершения убийств Джонс мог узнать из СМИ, так как в 2000 году сюжет об убийствах и пропаже девушек  был показан по национальному телевидению в известной телепередаче «Их разыскивает Америка». Ряд родственников Эшли Фримен и Лаурии Библ также подвергли сомнению виновность Джонса.
Также он признался в совершении убийства 38-летней Тины Мэйберри, которая подверглась нападению после того, как покинула вечеринку в честь празднования «Хэллоуина» 31 октября 2002 года в одном из баров города Дугласвилл (штат Джорджия). Джонс утверждал что познакомился с женщиной в баре, которая находилась там в костюме «Бети Буп». После того, как ему удалось убедить её покинуть бар, он совершил на неё нападение, в ходе которого нанес ей несколько ударов ножом в область груди и живота. Истекая кровью, Тина Мэйберри сумела вернуться в бар, посетители которого  позвонили в полицию. Женщина была доставлена в больницу, где умерла от обширной кровопотери. В ходе расследования полиция не смогла найти свидетелей преступления и установить личность убийцы. Сама Тина Мейберри не успела дать показаний перед смертью и описать внешность преступника. После ареста Джонса, владелец бара и его персонал опознали Джереми Джонса, заявив что на момент совершения убийства он являлся постоянным клиентом заведения.
Согласно другим свидетельствам Джереми Джонса, в начале января 2004 года в Новом Орелане (штат Луизиана) он познакомился с проституткой - 46-летней Кэтрин Коллинз, после чего совершил на неё нападение, в ходе которого изнасиловал её, нанес ей несколько ножевых ранений и ударов монтировкой, от последствий которых она умерла. Кэтрин Коллинз была объявлена пропавшей без вести 10 января 2004 года. Её тело  было найдено  14 февраля на лужайке, расположенной примерно в квартале от въезда дальнобойщиков в порт Нового Орлеана, но личность убитой смогли идентифицировать только после ареста Джонса и дачи им признательных показаний. На теле жертвы были обнаружены биологические следы, который по версии следствия оставил преступник. После дачи признательных показаний, У Джереми Джонса был взят образец крови с целью проведения ДНК-экспертизы и доказательства его причастности к убийству.
Предпоследней жертвой Джонса, согласно его утверждениям - стала 38-летняя Пэтрис Тэмбер-Эндрес, которая была убита 15 апреля 2004 года на территории округа Форсайт (штат Джорджия). Женщина являлась владелицей небольшого салона красоты под названием «Tamber’s Trim ‘N Tan» и исчезла утром 15 апреля. Одна из её клиенток явилась в её салон около 12.00 часов и обнаружила что салон был пуст. После того, как Тэмбер-Эндрес в течение нескольких часов не явилась и не ответила ни на один из телефонных звонков, клиентка вызвала полицию, которая в ходе осмотра здания обнаружила её сумочку, личные вещи, продукты в микроволновке и её автомобиль, который без признаков взлома находился на парковке рядом с салоном. На допросе, Джереми Джонс заявил, что вошёл в салон Тэмбер-Эндрес с целью уточнить маршруты по местным дорогам. В ходе разговора с Пэтрис он убедился что она находится в салоне одна, после чего угрожая ей ножом вынудил её отдать ему деньги из кассы, покинуть здание и сесть в его автомобиль. В подтверждение своих слов, Джонс нарисовал на бумаге план расположения двери и окон в здании салона, а также место на улице, где располагалась парковка и место на ней, где находился его автомобиль. В изложении Джонса следовало, что он вывез женщину в лесистую местность на расстоянии 65 миль от места похищения, где изнасиловал и убил несколькими ударами ножа. Джонс настаивал на том, что сбросил тело женщины в ручей и нарисовал следователям на бумаге карту, где указал расположение её останков, однако поиски, проведенные сотрудниками правоохранительных органов в указанном Джонсом месте не дали никаких результатов, благодаря чему мнения о достоверности его показаний снова разделились.
В конечном итоге, несмотря на множество признательных показаний, Джереми Джонсу было предъявлено обвинение в совершении всего трех убийств. В конце 2004 года ему было предъявлено в совершении убийства Лизы Николс и Аманды Гринвелл, а в январе 2005 года ему было предъявлено обвинение в совершении убийства Кэтлин Коллинз, после чего высокопоставленные чиновники правоохранительных органов из трех штатов встретились, чтобы спланировать  стратегию судебного преследования Джонса. В конечном итоге было принято решение провести первый судебный процесс на территории штата Алабама по обвинению в совершении убийства Лизы Николс, после чего экстрадировать его на территорию штатов Луизиана и Джорджия для проведения других судебных процессов.

## Суд
Судебный процесс должен был открыться 15 августа 2005 года, но дата открытия была перенесена в мае того же года из-за ходатайства адвокатов Джонса о проведении судебно-психиатрического освидетельствования. По результатам освидетельствования у Джонса были обнаружены отклонения в психике, но он был признан вменяемым. Незадолго до открытия судебного процесса, руководство ФБР принесло официальное извинение родственникам Лизы Николс и родственникам других потенциальным жертвам Джереми Джонса за инцидент, связанный со сбоем в «Интегрированной автоматизированной системы идентификации отпечатков пальцев», который не позволил своевременно арестовать Джонса, изолировать его от общества и таким образом предотвратить последующие убийства.
Судебный процесс открылся в городе Мобил 19 октября 2005 года и продлился одну неделю. Основной доказательной базой обвинения послужили признательные показания Джонса, отпечатки его пальцев, найденные на пивной банке, оставленной им на месте преступления,  свидетельские показания Скутера Коулмена, который утверждал что орудие убийства - пистолет 25-го калибра находился у Джонса и результаты ДНК-экспертизы, которые установили что пятна крови, обнаруженные на одежде Джонса - принадлежали жертве - Лизе Николс. На судебном процессе Джонс отказался от данных им ранее признательных показаний в совершении убийства Николс и в совершении других убийств. 26 октября того же года вердиктом жюри присяжных заседателей Джонс был признан виновным в совершении убийства  Николс. Прокуратура округа Мобил требовала приговорить его к смертной казни, в то время как его адвокаты требовали назначить ему уголовное наказание в виде пожизненного лишения свободы без права на условно-досрочное освобождение так как в момент совершения убийства он находился в состоянии наркотического опьянения и в его психике были обнаружены отклонения. Тем не менее, суд не посчитал это смягчающими обстоятельствами при вынесения наказания и 1 декабря 2005 года приговорил Джереми Джонса к смертной казни. После вынесения приговора прокуратуры округа Дуглас и прихода Орлеанс сняли с него обвинения в совершении убийств Аманды Гринвелл и Кэтрин Коллинз из-за недостатка доказательств.

## В заключении
После осуждения Джереми Джонс был этапирован в камеру смертников тюрьмы
«Holman Prison», расположенной в округе Эскамбия (штат Алабама), где он провел все последующие годы жизни. В конце 2000-х его адвокаты подали апелляцию на отмену смертного приговора, которая была отменена в 2010 году. Виновность Джонса в совершении других убийств после его осуждения ставится под сомнение и многими оспаривается. Сам Джереми Джонс по прошествии нескольких лет тюремного заключения стал настаивать на своей непричастности ко всем убийствам кроме убийства Лизы Николс. Он утверждал, что сделал большую часть признательных показаний после ареста с целью улучшить свое положение в окружной тюрьме. Его адвокат - Хабиб Язди после осуждения своего подзащитного подтвердил версию Джонса, заявив что он  дал ложные признательные показания и непричастен к совершению серийных убийств. Хабиб Язди утверждал, что Джонс будучи в окружной тюрьме в ожидании судебного процесса воспользовался вниманием средств массовой информации и дал ложные показания с целью получения различных привилегий, таких как увеличение количества и продолжительности телефонных звонков, а также увеличения количества получаемой им в тюрьме пищи, её разнообразия и повышения качества. Адвокат характеризовал Джонса как умелого манипулятора, обладающего достаточно высоким коэффициентом интеллекта, который при других обстоятельствах мог бы добиться успеха в разных сферах жизнедеятельности.
Викки Фримен дала Джонсу алиби на даты совершения двух убийств. Фримен заявила, что Джонс  находился с ней на территории округа Дуглас в ночь, когда в Новом Орлеане была убита Кэтрин Коллинз и работал недалеко от Дугласвилля в день исчезновения Пэтрис Тамбер-Эндрес. Причастность Джонса к совершению этих убийств была подвергнута сомнению после того как скелетированные останки Пэтрис Тамбер-Эндрес были найдены в декабре 2005 года позади Баптистской церкви на территории округа Доусон (штат Джорджия) на расстоянии 10 миль от места её похищения, что несоответствовало деталям, которые ранее изложил Джонс во время допроса и дачи признательных показаний в совершении похищения и убийства этой женщины. Также была подвержена сомнению достоверность показаний Джонса об убийстве Кэтрин Коллинз. Он не смог привести никаких конкретных деталей, а его свидетельства отражали большое несоответствие в  географических данных. Результаты ДНК-экспертизы пятен семенной жидкости, обнаруженных на трупе женщины, которые по версии следствия были оставлены её убийцей — показали несоответствие генотипического профиля ДНК Джонса с генотипическим профилем, выделенным из ДНК убийцы женщины.
Джереми Джонс изменил свои первоначальные показания по делу об убийстве Дэнни и Кэти Фрименов. Он не признал свою причастность к совершению этих убийств и не признал свою причастность к исчезновении Лаурии Библ и Эшли Фримен. Споры о его причастности к совершению этих преступлений длились более почти 15 лет. Помимо него, в совершении этих преступлений признавался преступник Томми Линн Селс, который как и Джереми Джонс подозревался в совершении как минимум 22 убийств на территории нескольких штатов США. Джонс был исключен из числа подозреваемых в 2018 году, после того как в апреле того же года по обвинению в убийствах и похищении девушек был арестован 66-летний Ронни Дин Басик. На основании свидетельских показаний было установлено, что Басик совместно с двумя другими мужчинами - Уорреном Филлиппом Уэлчем и Дэвидом Пеннингтоном совершил убийство Дэнни Фримена и его жены из-за несвоевременной выплаты долга за получение Фрименом крупной партии наркотических средств. Как минимум 12 человек утверждали, что в разное время Ронни Басик демонстрировал им фотографии, на которых были запечатлены похищенные девушки Лаурия Библ и Эшли Фримен. По словам свидетелей, девушки находились в подвале дома Уоррена Уэлча и в течение нескольких дней подвергались сексуальному насилию, после чего были убиты. На допросах Басик признал свою вину. Согласно его свидетельствам, после проникновения в дом Дэнни Фримена, он и его сообщники застрелили Фримена и его жену, после чего обыскали дом. Они похитили из дома деньги и несколько килограмм марихуаны и с целью уничтожения улик, изобличающих их в совершении преступления -  подожгли дом. Басик утверждал, что во время убийств, Лаурия Библ и Эшли Фримен сумели покинуть дом через чёрный ход и попытались спрятаться в поле, но были замечены ими во время пожара. Басик заявил, что под угрозой оружия девушек посадили в кузов фургона Дэвида Пеннингтона, после чего вывезли и посадили в подвал дома Уоррена Уэлча, который находился на территории города Пичер.  По словам Басика, Лаурия Библ и Эшли Фримен находились в живых ещё неделю после похищения, в течение которой они подвергались сексуальному насилию и им насильственно вводили большие дозы метамфетамина. Басик настаивал на том, что его роль в похищении и совершении убийств сводилась к минимуму и всю ответственность за совершение преступлений рн переложил на своих сообщников - Дэвида Пеннингтона и Уоррена Уэлча, которые умерли до ареста в 2015-м и 2007-м годах соответственно. В 2020 году Ронни Басик был признан виновным в соучастии убийств и похищений, после чего получил в качестве уголовного наказания 10 лет лишения свободы. Он не  смог указать место захоронения останков девушек, ссылаясь на тот факт, что уничтожением улик, в том числе захоронением трупов занимались Уэлч и Пеннингтон. Сотрудники правоохранительных органов после показаний Басика провели обыск в подвале дома Уоррена Уэлча с целью найти останки девушек, однако никаких следов захоронений в результате обыска обнаружено не было.
По состоянию на май 2023 года, 51-летний Джереми Джонс продолжает дожидаться исполнения смертного приговора в камере смертников тюрьмы «Holman State Prison». Он остается основным подозреваемым в совершении многих убийств, в совершении которых он дал признательные показания, однако  никаких других обвинений из-за недостатка доказательств ему так и не было предъявлено.

## В массовой культуре
Джереми Джонсу в 2020 году была посвящена одна из серий американского документального детективного сериала «Неразгаданные тайны (англ. «Unsolved Mysteries»)», выпускаемого компанией «Netflix». В серии обсуждался вопрос виновности Джонса в серийных убийствах.